# 今村文美
今村 文美（いまむら あやみ、1958年12月3日 - 2019年12月20日）は、劇団前進座の女優。

## 人物
東京都出身。
祖父は前進座創立に関わった歌舞伎俳優藤川八蔵。叔母はいまむらいづみ、母親は日本舞踊家の藤間多寿 、兄は藤川矢之輔と前進座の芸能家族の出身で、前進座の巡演で出会った山崎辰三郎と結婚。
1965年に初舞台を踏み、前進座附属養成所(8期)を経て、1979年に前進座に入座した。前進座の多くの舞台に出演し、「法然と親鸞」の恵信尼(親鸞上人の妻)役、「夢千代日記」の夢千代役など数々のヒロインを務めている。「番町皿屋敷」のお菊、「女殺油地獄」のお吉など歌舞伎作品でも活躍した。
母親に師事しており、日本舞踊家(藤間多寿紫)としても活動していた。
2019年12月20日、自宅内の不慮の事故にて急逝。61歳没。

## 主な出演作品

### テレビドラマ
- 伝七捕物帳 第116話「怨みの子守唄」（1976年、NTV）- おすみ
- 達磨大助事件帳 第25話「流転のかんざし」（1978年、ANB） - おゆみ
- 若さま侍捕物帳 第17話「参上!! 子ども鼠」（1978年、ANB）
- 必殺仕事人 第47話「悔し技情念恋火攻め」（1980年、ABC / 松竹） - 八重

### 舞台
- お登勢（2007年、前進座） - 加納志津